# Tropojë
Tropojë, Tropoja – miasto w północno-wschodniej Albanii, leżące u stóp góry Shkelzen (2807 m n.p.m.). Nazwa pochodzi od słowiańskiego określenia tri polje (trzy pola).
15 października 1944 urodził się tam Sali Berisha, prezydent Albanii w latach 1992–1997 z ramienia Partii Demokratycznej.